# Frances Claudia Wright
Frances Claudia Wright, est avocate sierra-léonaise née le 5 mars 1919 et morte le 2 avril 2010. Surnommée « la Portia de l'Afrique de l'Ouest », elle est successivement en 1941, la première femme sierra-léonaise à être inscrite au barreau, la première femme noire appelée par Gray's Inn et la deuxième femme noire à être appelée au barreau d'Angleterre et du Pays de Galles. Elle est la première femme sierra-léonaise à être admise au barreau et à exercer en Sierra Leone,,.

## Biographie

### Enfance et formation
Frances Claudia Wright est née à Freetown, en Sierra Leone britannique le 5 mars 1919, de parents créoles sierra-léonais. Frances Wright Claudia étudie à la Bedford Girls' Modern School (aujourd'hui Dame Alice Harpur School) au Royaume-Uni et est admise au barreau de Gray's Inn le 17 novembre 1941 pendant la Seconde Guerre mondiale. En 1943, elle embarque pour la Sierra Leone sur le navire SS California, mais lorsque celui-ci a été coulé au large de l'Afrique du Nord, elle a perdu tous ses biens et a dû être secourue par le NCSM Iroquois,.

## Carrière
Frances Claudia Wright se rend en Sierra Leone et rejoint le cabinet de son père. Elle a été présidente de l'association du barreau de la Sierra Leone,.
Frances Claudia Wright ne s'est jamais mariée. En 1991, elle a quitté le pays au début de la guerre civile en Sierra Leone et s'installe à South Kensington au Royaume-Uni. Le cabinet de son père à Freetown a été détruit pendant la guerre,.
Frances Claudia Wright est décédée en Angleterre le 2 avril 2010,.